# Ольхувка (Підляське воєводство)
Ольхувка (пол. Olchówka) — село в Польщі, у гміні Наровка Гайнівського повіту Підляського воєводства.
Населення — 139 осіб (2011).
У 1975—1998 роках село належало до Білостоцького воєводства.

## Демографія
Демографічна структура станом на 31 березня 2011 року:
|          | Загалом | Допрацездатний вік | Працездатний вік | Постпрацездатний вік |
| -------- | ------- | ------------------ | ---------------- | -------------------- |
| Чоловіки | 71      | 14                 | 38               | 19                   |
| Жінки    | 68      | 6                  | 30               | 32                   |
| Разом    | 139     | 20                 | 68               | 51                   |